# Sven Lodziewski
Sven Lodziewski (n. 17 martie 1965, Leipzig, RDG) este un înotător ce a reprezentat Germania, medaliat olimpic. A participat la o ediție a Jocurilor Olimpice (1988) în care a câștigat o medalie de argint.